# Melanoseps longicauda
Melanoseps longicauda là một loài thằn lằn trong họ Scincidae. Loài này được Tornier mô tả khoa học đầu tiên năm 1900.